# Sort ibenholt
Sort Ibenholt er en meget hård, næsten sort træsort, der stammer fra Vestafrika. Blev tidligere bl.a. brugt til de sorte tangenter på klaverer.
| Træ | Spire Denne artikel om træer er en spire som bør udbygges. Du er velkommen til at hjælpe Wikipedia ved at udvide den. |